# Atterode
Atterode ist eine zum Stadtteil Steinbach der Stadt Bad Liebenstein zugehörige Kleinsiedlung im Wartburgkreis in Thüringen. Der heutige Siedlungsplatz Atterode befindet sich südöstlich, etwa 2500 m Luftlinie vom Ortszentrum Steinbach entfernt am Eingang des Thüringer Tales in etwa 470 m ü. NN. Atterode ist über Steinbach oder Bad Liebenstein zu erreichen. Am 30. Juni 2009 wohnten 16 Einwohner im Ortsteil.

## Geschichte

### Die mittelalterliche Siedlung Atterode
Schon seit dem frühen Mittelalter wurde im Raum Ruhla – Brotterode nach obertägig vorhandenen Erzen wie Brauneisenstein, (Eisenerz), Spaten und anderen mineralhaltigem Gestein gesucht. Bei den Bergleuten und Köhlern siedelten sich Waldbauern an, welche eine 1183 erstmals urkundlich erwähnte Kapelle bei der Siedlung Ottinrode mit Besitzrechten des Klosters Frauenbreitungen erbaut haben. Der Ort war ursprünglich im Besitz der Herren von Frankenstein, kam 1330 an die Grafen von Henneberg
und von diesen 1353 an das Haus Wettin. Zum Jahr 1460 wird ein Bergwerk erwähnt. Als Inhaber des Amtes Altenstein übernahmen 1492 die Ritter Hund von Wenkheim das Dorf Atterode zum Lehen.
Irgendwann während des Dreißigjährigen Krieges wurde das Dorf wahrscheinlich von Kroaten zerstört und wurde zur Wüstung, während in der Umgebung noch sporadisch Bergbau betrieben wurde. Reste der Kirchhofsummauerung sollen im 18. Jahrhundert noch auffindbar gewesen sein.

### Bergbausiedlung Atterode

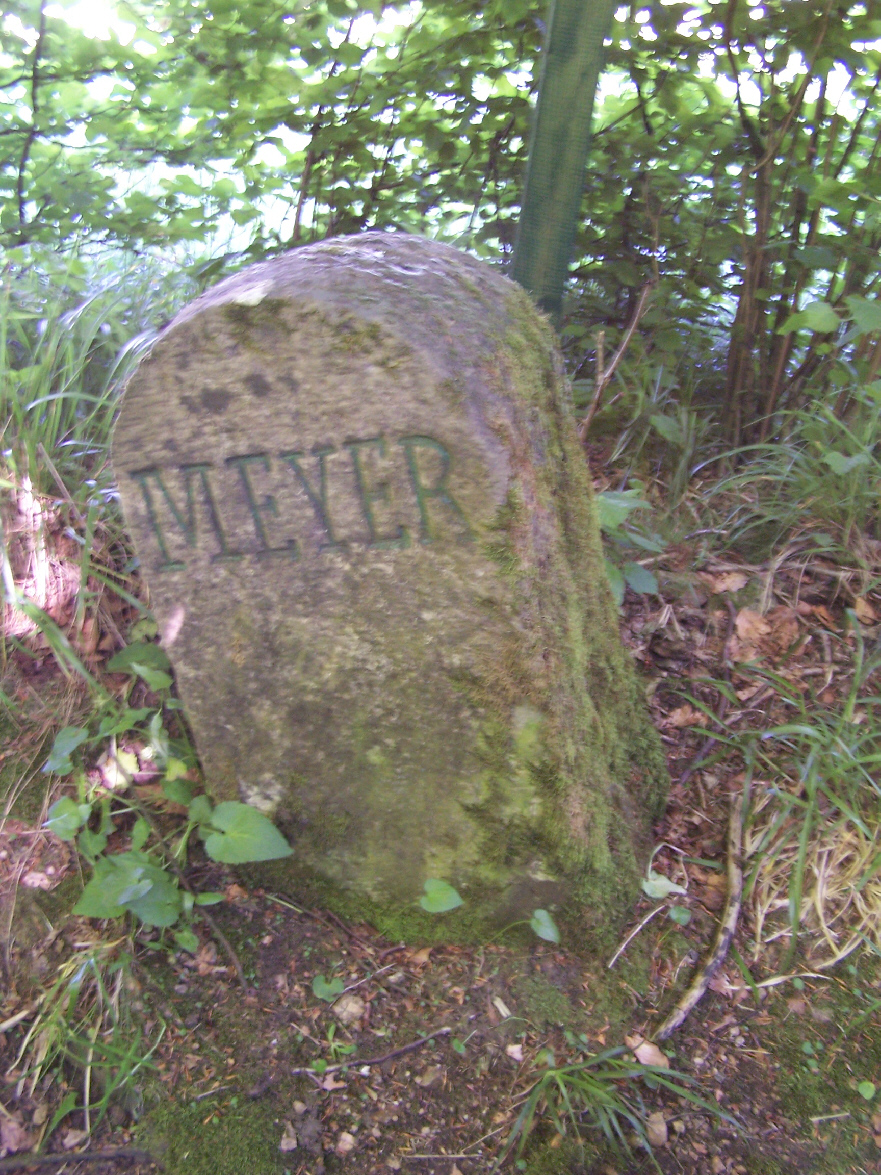
Ein MEYER-Stein, oberhalb Krätzersrasen

Die zweite Besiedlung Atterodes ist auf die Bestrebungen Joseph Meyers zurückzuführen, welcher 1837 die Konzession für den Abbau von Mineralien im Herzogtum Sachsen-Meiningen erwarb und im Raum Steinbach Eisenstein-Bergwerke wieder eröffnete. Aus dieser Zeit stammen die Meyer-Steine als Grenzmarkierung. Am Zugang in das Bergbaugebiet ließ Meyer am Platz der Wüstung Atterode Firmengebäude errichten. Meyers Plänen war allerdings wenig Erfolg beschieden. Außerdem stand nach Ende des Deutsch-Französischen Krieges ab 1871 besseres Erz aus dem Elsass zur Verfügung, so dass der Bergbau in Atterode vorübergehend ruhte.
Während des Ersten Weltkrieges wurde wieder mit dem Bergbau begonnen und die Grube Arminius der Firma Krupp eröffnet. Eine Grubenbahn, die Steinbacher Bergwerksbahn, verband Atterode mit dem Bahnhof Liebenstein-Schweina bzw. später mit dem Bahnhof Steinbach. In den 1930er Jahren wurde der Abbau nochmals gesteigert und bis zur endgültigen Schließung 1958 aufrechterhalten. Später wurde das Erz über den Klinger Stollen nach Laudenbach zur Erzwäsche gebracht. Da vermutet wurde, dass der Abbau vor Ort wieder aufgenommen würde, verblieb ein Großteil der Gerätschaften – darunter auch ein Elektrozug – im Berg. Das Grubenfeld Atterode mit etlichen Stollen erstreckt sich unter der Hohen Klinge und reicht bis zu den Ortschaften Laudenbach und Trusetal. Die Lage und Anzahl aller seit dem Mittelalter angelegten Stollen ist nicht mehr nachvollziehbar, der bekannteste ist der Friedrichstollen, sein Mundloch liegt linkerhand des Weges zum Krätzersrasen.
Nach der Einstellung des Bergbaues wurden die obertägigen Gebäude zu Wohnzwecken umgenutzt. Der verbliebene Stollen wurde erst in den 1990er Jahren verwahrt.
Politisch gehörte Atterode zur Gemeinde Steinbach, welche zum 31. Dezember 2012 Teil der Stadt Bad Liebenstein wurde.